# Château Belimarković à Vrnjačka Banja
Le château Belimarković à Vrnjačka Banja (en serbe cyrillique : Дворац Белимарковића у Врњачкој Бањи ; en serbe latin : Dvorac Belimarkovića u Vrnjačkoj Banji) se trouve à Vrnjačka Banja et dans le district de Raška, en Serbie. Il est inscrit sur la liste des monuments culturels de grande importance de la république de Serbie (identifiant no SK 385),,.

## Présentation
Le château a été construit entre 1882 et 1887 selon un projet de l'architecte autrichien Franz Winter pour le général Jovan Belimarković, ministre du roi Milan Ier Obrenović et régent du royaume pendant la minorité d'Alexandre Ier,. L'idée du projet viendrait de l'ingénieur Pavle Denić, neveu de Belimarković, inspiré par les villas de l'Italie du nord. Conçue pour servir de résidence d'été au général, elle se caractérise ainsi par un style historiciste, mêlant le romantisme néo-Renaissance et le style palladien,.
Édifié sur une hauteur dominant la station thermale et la « source chaude » de la ville, le bâtiment a été construit avec des blocs de marbre blanc provenant des carrières que possédait Belimarković sur les pentes du mont Goč,, au sud-ouest de Vrnjačka Banja. La façade principale s'organise de manière symétrique autour d'une avancée centrale peu profonde couronnée d'un attique et est accentuée par deux grandes avancées latérales en forme de tours qui s'achèvent par des créneaux finement dentelés, donnant ainsi une allure néo-romantique à l'ensemble,. Un escalier à double volée conduit à un large porche situé au premier étage ; ce porche est doté de quatre colonnes élancées qui soutiennent la terrasse du second étage,. Toutes les ouvertures du rez-de-chaussée sont cintrées et il en est de même de celles du premier étage au niveau de l'avancée centrale ; toutes les autres ouvertures sont rectangulaires,.
Les descendants du général Belimarković ont vécu dans le château jusque dans les années 1970, quand il a été racheté par l'État. Après des travaux de restauration, il est devenu le Musée municipal de Vrnjačka Banja et le Centre culturel de la ville sous le nom de Zamak kulture (le « Château de la culture »).
Parmi les expositions permanentes du musée figure la « Pièce commémorative du général Belimarković » (en serbe : Spomen soba đenerala Belimarkovića) qui présente des meubles et des objets de la fin du XVIIIe siècle et du début du XIXe siècle faisant partie de l'héritage du général ; on y trouve aussi ses livres et des revues dont certains sont rares et considérés comme d'une valeur culturelle exceptionnelle.